# Cristian Pulhac
Cristian Pulhac és un futbolista professional romanès. Juga com a defensa lateral esquerre en l'Hèrcules Club de Futbol de la Primera Divisió d'Espanya.

## Trajectòria esportiva
Pulhac es va iniciar en les categories inferiors del Politehnica Iaşi. Des de 1999 a 2002 va jugar en la pedrera del Sporting Piteşti. D'aquí va donar el salt en 2002 cap al Dinamo de Bucarest on es va convertir amb el temps en el lateral esquerre titular després de dues cessions, la primera al filial Poiana Câmpina i la segona al Sportul Studenţesc.
En les últimes temporades el jugador romanès venia sonant als mercats de fitxatges com a possible incorporació d'equips de diferents lligues europees, si bé, és a l'agost de 2010 quan es confirma el seu fitxatge per l'Hèrcules com a reforç de l'equip alacantí en la seva tornada a la màxima categoria del futbol espanyol. Cristi Pulhac va signar un contracte amb l'equip Hercules cedit per una temporada amb una opció de compra de l'Hèrcules per tres més. Ha estat des de 2003 a 2006 internacional sub 21 amb Romania (6 partits, 1 gol). Ha jugat fins avui un total de tres partits internacionals amb la selecció absoluta del seu país. El 27 de maig de 2006 va debutar amb Romania en el Soldier Field de Chicago en una trobada amistosa contra Irlanda del Nord (victòria romanesa 2-0). El 2007 va disputar una trobada contra Moldàvia i el 2008 contra Letònia.